# Time (film)
Time är en sydkoreansk film från 2006. Det är den sydkoreanske regissören Kim Ki-duks trettonde film och den hade premiär vid Karlovy Vary International Film Festival den 30 juni 2006.
Filmen handlar om en kvinna som utför en plastikoperation för att uppfriska sitt förhållande. Hon känner nämligen att hennes pojkvän börjar tröttna på henne och tror att ett nytt ansikte skulle hjälpa. Filmen innehåller ovanligt mycket dialog, jämfört med regissörens övriga filmer.